# Kurt Smolak
Kurt Smolak (* 5. April 1944 in Wien) ist ein österreichischer Klassischer Philologe.

## Leben
Er ist Schüler von Rudolf Hanslik, Albin Lesky und Herbert Hunger. 1969 promovierte er sub auspiciis praesidentis rei publicae mit einer Dissertation über die christlich-lateinische Lehrdichtung Apotheosis des Prudentius. Ab 1969 arbeitete er als Assistent am Institut für Klassische Philologie (seit 2000: Institut für Klassische Philologie, Mittel- und Neulatein) der Universität Wien, wo er sich 1977 für „Klassische Philologie, Spät- und Mittellatein“ habilitierte. Mit der Erstedition und Kommentierung des lateinischen Dichtungsfragments Versus Agrestii episcopi de fide aus dem 5. Jahrhundert wurde er 1981 außerordentlicher Universitätsprofessor in Wien (nach der Vereinheitlichung der Professorenkategorien gemäß dem Dienstrecht von 1997 Universitätsprofessor). Am 25. Juni 2009 hielt er seine Abschiedsvorlesung.
Ab 1992 war Smolak korrespondierendes Mitglied der Österreichischen Akademie der Wissenschaften, seit 1999 ist er wirkliches Mitglied, seit 2001 zudem Obmann der Kirchenväterkommission, außerdem Mitglied der Kommission für antike Literatur und lateinische Tradition, der Kommission für Byzantinistik, des Beirats des Historischen Instituts in Rom und des Akademieinstituts für Geschichte des Mittelalters, der Verlagskommission der Akademie und Vertreter Österreichs im Internationalen Mittellateinerkomitee, weiters Mitglied der Wiener Katholischen Akademie, Vizepräsident des Centro internazionale per la poesia cristiana greca e latina (Macerata, Italien) und seit 2000 Mitglied der Academia Latinitati Fovendae (Rom). 
Seine Forschungsschwerpunkte liegen  in der lateinischen Literatur der Spätantike und des Mittelalters sowie in der frühbyzantinischen Dichtung und im Neulatein.